# Cristino Nicolaides
Cristino Nicolaides (Córdoba, 2 de enero de 1925-Córdoba, 22 de enero de 2011) fue un militar argentino, perteneciente al Ejército. Fue miembro de la Junta Militar entre junio de 1982 y diciembre de 1983, asumiendo el poder tras la derrota en la Guerra de las Malvinas, en la última fase de la última dictadura cívico-militar.
En 2007, en el marco de la Causa Contraofensiva, fue condenado a 25 años de prisión. Y en 2008 fue apartado de otro juicio, y continuó hasta el día de su muerte, en arresto domiciliario, acusado de varias causas.
Al momento de fallecer, Nicolaides, la sentencia en su contra sobre la Causa Contraofensiva no se encontraba firme, por lo que continuaba conservando su estado militar y percibiendo su jubilación del Ejército.

## Biografía
Cristino Nicolaides perteneció a la Promoción 76 del Colegio Militar de la Nación, egresó como subteniente del Arma de Ingenieros en 1947.
Ascendido a capitán, sirvió en el Estado Mayor General del Ejército. En 1970, recibió la promoción a coronel, siendo nombrado director de la Escuela de Servicio de Combate.
Hasta el año 1975 y con el grado de coronel fue comandante de la VII Brigada de Infantería; El mismo año y, ya en el gobierno de María Estela Martínez de Perón, fue ascendido a general de brigada y fue jefe del Batallón de Inteligencia 601. Como general de división fue comandante de Institutos Militares entre diciembre de 1979 y diciembre de 1980.
En diciembre de 1980, reemplazó a Antonio Domingo Bussi como comandante del III Cuerpo de Ejército. Estuvo en dicho destino militar hasta diciembre de 1981, cuando lo sustituyó Eugenio Guañabens Perelló.
En diciembre de 1981, asumió la comandancia del I Cuerpo de Ejército en reemplazo de Antonio Domingo Bussi. Estuvo en dicho puesto hasta el 18 de junio de 1982, cuando sustituyó a Leopoldo Fortunato Galtieri como Comandante en Jefe del Ejército tras el final de la Guerra de las Malvinas. El I Cuerpo de Ejército fue asumido por Juan Carlos Ricardo Trimarco.
El 18 de junio de 1982, tras la rendición argentina en las Malvinas, Nicolaides fue nombrado comandante en jefe del Ejército Argentino.
Como representante del Ejército, fue uno de los miembros de la cuarta Junta Militar —compuesta también por el almirante Rubén Oscar Franco y el brigadier general Augusto Jorge Hughes— que gobernó el país entre el 10 de septiembre de 1982 y el 5 de diciembre de 1983, designado presidente al general de división Reynaldo Bignone.
El 30 de noviembre de 1983 ―una semana antes de abandonar el poder y ser degradado―, Cristino Nicolaides firmó el decreto que condenaba al coronel Juan Jaime Cesio (57) por denunciar las desapariciones.

Bandas integradas por militares han usurpado el Gobierno, y ―con el mendaz propósito de combatir la «subversión»― cometieron delitos aberrantes, como el secuestro, la tortura y el asesinato de miles de personas.
Juan Jaime Cesio

El 16 de diciembre de 1983, Nicolaides fue pasado a retiro por el nuevo presidente constitucional, Raúl Alfonsín. En su lugar, asumió el general de brigada Jorge Arguindegui, quien posteriormente fue promovido al rango de general de división.

### Juicios en su contra
En 1985, el presidente Raúl Alfonsín, en el decreto que ordenó los juicios, excluyó ―por razones que se desconocen― a los integrantes de la última Junta Militar. De esa manera, no fueron procesados en el histórico Juicio a las Juntas. Sin embargo, los miembros de la última Junta y el último presidente fueron procesados por la redacción del llamado Documento Final de la Junta Militar sobre la Lucha contra la Subversión y el Terrorismo y la sanción de una ley de autoamnistía, debido a que ello ha encubierto la apropiación de menores de edad durante su gobierno.
Con posterioridad Nicolaides ha sido nuevamente enjuiciado por otros delitos. Pasó sus últimos días en prisión domiciliaria por las causas de sustracción de menores, que no fueron cubiertas por las leyes de Punto Final y Obediencia Debida, así como por otras causas abiertas tras la anulación de estas.
El 19 de diciembre de 2007 fue encontrado culpable de asociación ilícita, privación ilegal de la libertad, apremios ilegales y reducción a la servidumbre de seis miembros de la organización Montoneros que permanecen desaparecidos, incluyendo a Ricardo Marcos Zucker. Fue condenado por ello a purgar 25 años de prisión. En este juicio le cupo a Nicolaides ser, junto con otros siete exintegrantes de las fuerzas armadas y de seguridad, los primeros en ser juzgados desde la anulación de las Leyes de Obediencia Debida y Punto Final.
También se lo acusó de tener responsabilidad en la llamada Masacre de Margarita Belén y de las desapariciones que tuvieron lugar en el Regimiento 9 de Corrientes durante su desempeño al mando de la región pero falleció antes de que se dictara sentencia por lo que no fue incluido en la misma.